# Agdistis intermedia
Agdistis intermedia is een vlinder uit de familie van de vedermotten (Pterophoridae). De wetenschappelijke naam werd in 1920 gepubliceerd door Caradja.
De soort komt voor in Europa.

## Synoniemen
- Agdistis hungarica Amsel, 1955